# Pierre-Paul de La Grandière
Pour les articles homonymes, voir De La Grandière.
Pierre-Paul de La Grandière est un amiral français né le 28 juin 1807 à Redon (Ille-et-Vilaine) et mort à Quimper le 25 août 1876. Il est gouverneur de la colonie de Cochinchine de 1863 à 1868. Durant cette période, il consolide le contrôle français sur la colonie et permet à la ville de Saïgon de devenir un port majeur.

## Biographie

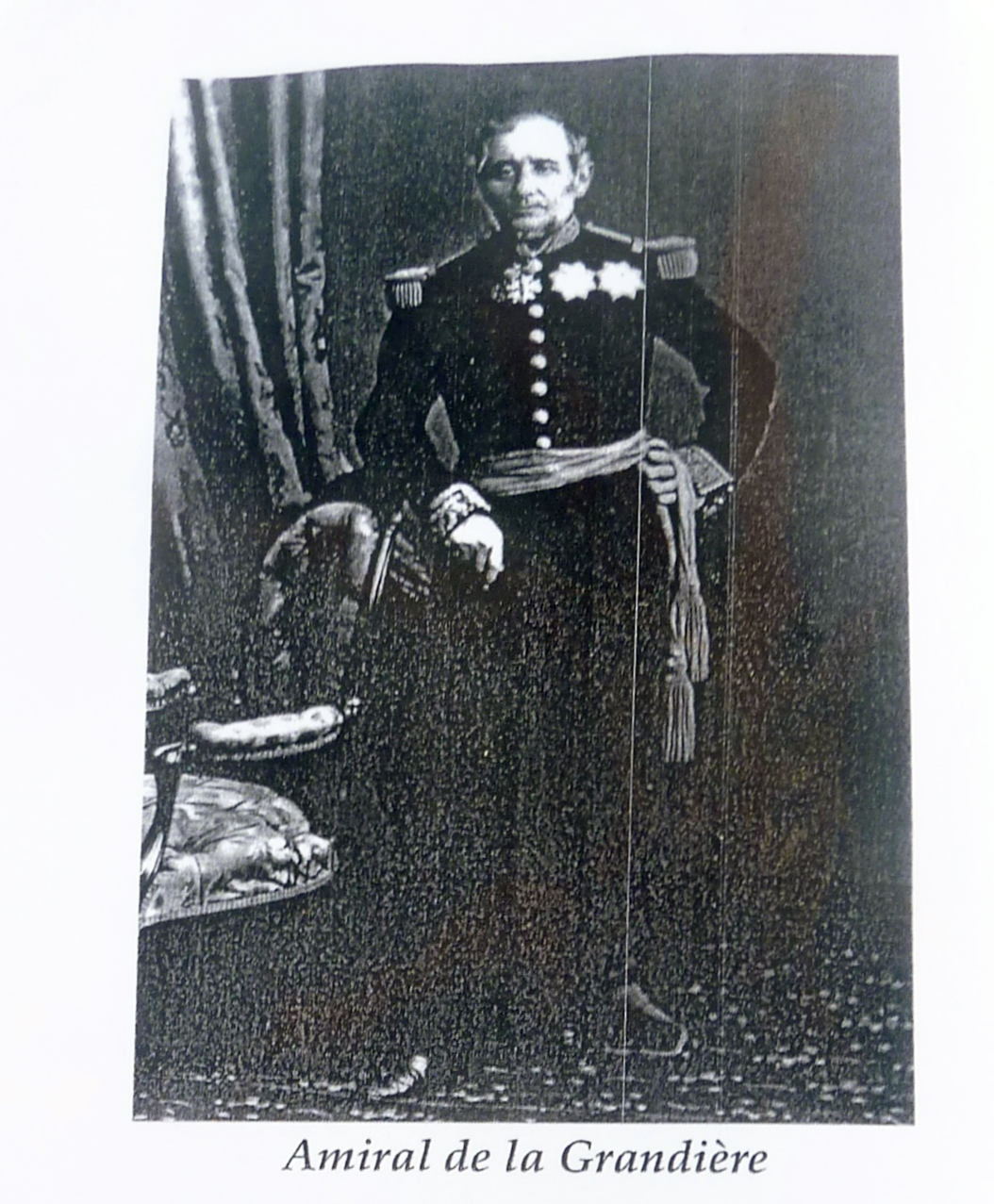
Portrait de l'amiral de La Grandière

Né au sein d'une vieille famille de marins, il est le fils d'Augustin de La Grandière (1770-1845) et de Michelle Anne Marie Chaillou de l'Étang (1780-1860). Son grand-père paternel, Charles-Marie de La Grandière se distingue pendant la guerre d'indépendance des États-Unis et parvient au grade de chef d'escadre, avec la grand-croix de l'Ordre royal et militaire de Saint-Louis. C'est en s'appuyant sur les faits d'armes de ce dernier que son père sollicite l'admission de son fils au collège de la Marine à Angoulême, à titre gratuit en 1820. Il est enseigne à la bataille de Navarin en 1827.
Officier de Marine, il se distingue en Amérique du Sud où il explore le Parana et l'Uruguay (station du Brésil et de La Plata), et se fit remarquer à l'attaque de l'île Martín Garcia et au blocus de Buenos Aires. Il est promu capitaine de frégate en 1840, puis capitaine de vaisseau en 1849. 
Après un passage à l'arsenal d'Indret en 1844, il devient aide de camp du préfet maritime de Brest en 1846. 
Il commande le Méléagre à Terre-Neuve en 1849 comme capitaine de vaisseau. 
Pendant la guerre de Crimée, il reçoit le commandement provisoire d'une division navale 1854 et prend une part active dans les expéditions contre le Kamtchatka, Sitka et dans la mer d'Okhotsk, opérations contre les Russes.
Rentré en France en 1856, il passe au Dépôt des Cartes et Plans puis prend le commandement du vaisseau Breslaw en 1859 en mer Adriatique pendant la campagne d'Italie.
Après avoir reçu en 1860 le commandement en chef de la division navale des côtes de Syrie, il passe contre-amiral le 24 décembre 1861, major général à Cherbourg, puis à Brest en 1862.
Le 1er mai 1863, il succède à l'amiral Louis Adolphe Bonard comme gouverneur de la Cochinchine, en poste à Saïgon, et commandant en chef des forces navales françaises d'Extrême-Orient. À ce titre, il signe le traité d’Oudong assurant au Cambodge la protection de la France face au Siam et à l'Annam et supervise l'expédition en Corée du contre-amiral Roze en 1866. 
Vice-amiral en 1865, il s'empare, en juin 1867 des trois provinces vietnamiennes de Vĩnh Long, Châu Dôc et Hà Tiên, devenant ainsi le véritable fondateur de la Cochinchine.
Il rentre en France en 1868 et devient préfet maritime à Toulon en 1870.
Il s'installe en Bretagne où il avait acheté, en 1851, une propriété campagnarde, le château de Trohanet en Briec et Langolen (Finistère). Il est conseiller général du canton de Briec ; il décède en 1876.

## Généalogie
- Il est fils d' Augustin de La Grandière (1770-1845) et de Michelle Anne Marie Chaillou de l'Étang (1780-1860) ;
- Il épouse en 1847  Marie-Augustine du Marhallac'h (1823-1868), dont :
  - Augustin-Félix-Marie (1849-1918), capitaine, conseiller général du Finistère x Blanche-Marie-Suzanne de Saint-Genys (1860-1936) ;
  - Mélanie Mathilde (1857-1913) ;
  - Félix Palamède Pierre Marie (1859-1923), Officier de l'Infanterie de Marine.

## Postérité
Quatre navires de la Marine française ont porté le nom de La Grandière :
- le La Grandière, une canonnière lancée en 1893[5]. Elle est envoyée sur le haut Mékong pour s'opposer à l'occupation larvée de sa rive gauche par le royaume du Siam[5] ;
- le La Grandière, une canonnière lancée en 1921 à Brest démantelée à Saïgon en 1937 ;
- le La Grandière, un aviso colonial de classe Bougainville lancé en 1939 et en service jusqu'à 1959 ;
- le La Grandière, un bâtiment de transport léger (BATRAL) de classe Champlain lancé en 1985 et en service jusqu'en 2016.

## Philatélie
Deux timbres à son effigie ont été émis en Indochine en 1943 dans la "série des marins".

## Décorations principales

### Décorations Françaises
- : Grand officier de la Légion d'honneur
- : Grand cordon de l'Ordres du Cambodge
- : Grand cordon de l'Ordre de l'Éléphant blanc du Siam
- : Officier de l'Instruction publique
- : Médailles de Crimée
- : Médaille commémorative de la campagne d'Italie

### Décorations Étrangères
- : Commandeur de l'Ordre de Pie IX
- : Commandeur de l'Ordre du Médjidié
- : Chevalier de l'Ordre du Sauveur (royaume de Grèce)
- Commandeur de l'ordre canonial régulier du Saint-Sépulcre

### Liens/sources externes
- Site de l'École navale / Article sur Pierre-Paul de La Grandière
- NETMARINE / Bâtiments ayant porté le nom de La Grandière
- NETMARINE / L'aviso La Grandière dans la guerre de Corée
- Biographie de l'Amiral de La Grandière
- Généalogie de la famille de La Grandière

- Ressource relative à la vie publique :   - base Léonore
- Notices d'autorité :   - VIAF
  - IdRef